# Henri Jayer
 (août 2011).
Si vous disposez d'ouvrages ou d'articles de référence ou si vous connaissez des sites web de qualité traitant du thème abordé ici, merci de compléter l'article en donnant les références utiles à sa vérifiabilité et en les liant à la section « Notes et références ».
Henri Jayer, né le 6 février 1922 à Vosne-Romanée et décédé le 20 septembre 2006 à Dijon, est un vigneron français à qui on doit l'introduction d'importantes innovations dans la vinification des bourgognes. Il était particulièrement réputé pour la qualité de son pinot noir. Jayer a fréquenté l'université de Dijon dans les années 1940 et est diplômé d'œnologie. Profitant d'un héritage de trois hectares dont du terrain sur les vignobles d'Échezeaux et de Beaux Monts, Jayer a commencé à produire du vin en nom propre dans les années 1950. Ses vins sont maintenant très recherchés et reconnus pour leur équilibre et leur élégance, ainsi que pour leur richesse et leur concentration. Chaque bouteille se vend au minimum plusieurs milliers d'euros. Son richebourg 1978 est le flacon de 75 cl le plus cher du monde après avoir explosé le dernier record lors de la vente exceptionnelle spéciale Henri Jayer par Christie's le 10 février 2012 à Hong Kong.

## Innovations
Jayer fut un pionnier de l'idée maintenant répandue selon laquelle une vinification réussie commence avec le vignoble.

« Un grand vin est conçu dans le vignoble, pas dans la cave. »

— Henri Jayer
Jayer s'est opposé à l'usage intensif de substances chimiques dans les vignes et a défendu le labour pour la lutte contre les mauvaises herbes. Il était fermement engagé dans le développement des techniques de vinification, convaincu que de faibles rendements étaient la base pour obtenir des vins de grande qualité. Jayer était aussi célèbre pour son refus de filtrer ses vins et son recours permanent à l'éraflage du raisin au contraire des autres vignerons de Bourgogne qui même aujourd'hui laissent les tiges du raisin dans le broyeur lorsque la cuvée ne comporte pas assez de tanins. Cette technique a pour effet d'ajouter des tanins au caractère plus vert et amer ce que détestait Jayer.
Jayer est souvent présenté à tort comme l'inventeur de la technique nommée macération pré-fermentaire à froid[réf. nécessaire], c'est-à-dire une  macération qui empêche la fermentation spontanée à environ 10 °C pendant un à quatre jours. La méthode vise à extraire davantage le goût du fruit, les arômes complexes, la couleur, des tanins moins âpres et à augmenter le nez des vins. Celle-ci est effectuée juste après l'éraflage et le broyage du raisin. La macération pré-fermentaire à froid a, en fait, été développée par Michel-Bernard Couasnon en 1991 avec le soutien de la Carboxyque française, Air liquide. Aujourd'hui, cette technique est très répandue.
Son approche minimaliste a produit des vins d'une évidente pureté et exprimant au mieux les caractéristiques uniques de chacun de ses vignobles. Il est particulièrement connu pour avoir fait des merveilles avec une parcelle de terrain de premier crus Cros Parantoux, un vignoble très petit, sur seulement 1,01 ha de l'appellation vosne-romanée, à une altitude supérieure au célèbre grand cru richebourg[réf. nécessaire]. Ce vignoble avait alors mauvaise réputation car il était dit qu'il nécessitait beaucoup de travail pour peu de résultats. Le sol consistait d'une couche très fine d'argile calcaire sur un lit de cailloux. Ce sol est donc très pauvre, rocailleux et froid. Jayer avait rapidement compris que ces conditions créaient une acidité très naturelle et rafraîchissante dans le vin. En collaboration avec Madame Noirot-Camuzet, propriétaire du terrain, Jayer se chargea de ce vignoble (à partir de la fin de la guerre en 1945) en contrepartie de la moitié des récoltes. Comme il est de coutume en Bourgogne, Jayer a racheté morceau par morceau au fil des ans ce vignoble de la famille Camuzet, et en 1978, convaincu que la qualité était suffisamment bonne, il produisit ses premiers vins à 100 % Cros Parantoux[réf. nécessaire]. C'est ce vin qui fit sa réputation et a contribué à faire de lui une légende.
Jayer produisit ses vins en faible quantité (seulement 3 500 bouteilles par an) et aujourd'hui il faut compter 1 900 € à 2 600 € pour une simple bouteille de son Henri Jayer vosne-romanée Cros Parantoux 2001 (sa dernière cuvée)[réf. nécessaire].

## Dernières années
En 1996 le gouvernement[réf. nécessaire] français a demandé à Jayer de prendre sa retraite ou de renoncer à sa pension. En réponse, Jayer a transféré ses vignobles à son neveu, Emmanuel Rouget, mais est resté responsable de la moitié du vin embouteillé sous le nom de Rouget jusqu'en 2002. Sa dernière cuvée est de 2001. Jayer est mort à Dijon d'un cancer de la prostate, à l'âge de 84 ans le 20 septembre 2006.
Le 17 juin 2018, la collection de Jayer composée de 1064 bouteilles et magnums est mise aux enchères en Suisse et pulvérise les estimations avec des recettes de 34,5 millions de francs (environ 30 millions d'euros).